# 場址效應
場址效應（英語：site effects）是一種影響地震震度的因素 。當震源的地震波傳到地表時，因地表表面的地下介質（地盤）的軟硬程度而影響此地的震度大小。原本離震央越近震度就會越大，但地震波傳至沖積層地表時，因淺層地底下的介質，導致速度降低，引起地震波放大，不僅震幅加大，持續時間也延長。

## 原因

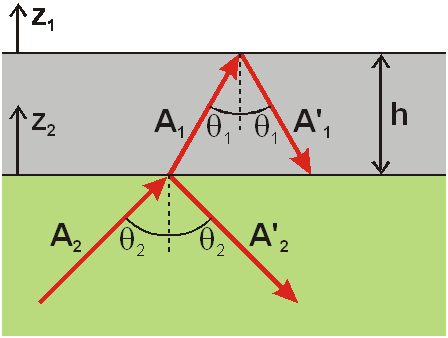
圖.1 : 場址效應 / 水平層地震波放大效應（SH波）

圖1顯示出了地震波在水平地質層的放大效應。綠色層是較堅硬的底盤，灰色是較鬆軟的沖積層，厚度為{\displaystyle h}。當振幅為{\displaystyle A_{2}}、入射角為{\displaystyle \theta _{2}}的S波抵達兩地層的介面時，會產生振幅{\displaystyle A_{2}^{'}}和反射角為{\displaystyle \theta _{2}}的反射波以及位在地表層振幅{\displaystyle A_{1}}和折射角為{\displaystyle \theta _{1}}的折射波。
當折射波遇到空氣層時，產生振幅{\displaystyle A_{1}^{'}}反射角為{\displaystyle \theta _{1}}的反射波。而此地震波會在此地層不斷反射與折射，如果此地層較為鬆軟，波速會較慢，折射角會較小，震波會較密集而造成振幅會比{\displaystyle A_{2}}來的大，此現象稱為場址效應。

## 實例

### 1985年墨西哥城地震

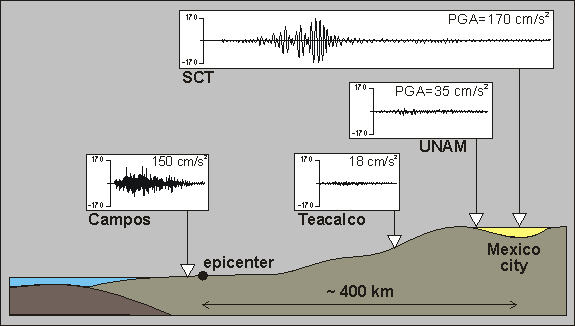
圖.2 墨西哥城的場址效應

場址效應的理論在1985年墨西哥城大地震中第一次被證實。此次地震震央在離墨西哥城數百公里的太平洋海岸，卻對墨西哥城造成非常嚴重的損失。
圖.2顯示了離震央不同距離的地震站測得的加速度大小。
- 坎波斯站：離震央非常近，測得的加速度為{\displaystyle 150~cm/s^{2}}
- Teacalco站：離震央200公里，測得的加速度為{\displaystyle 18~cm/s^{2}}
- 墨西哥國立自治大學站：離震央300公里，測得的加速度為{\displaystyle 35~cm/s^{2}}
- SCT站：離震央400公里，測得的加速度為{\displaystyle 170~cm/s^{2}}

由圖可知，地震震度隨著距離增加先減後增，並在地盤為沖積層的墨西哥城達到最大值。

### 2016年高雄美濃地震
2016年的南台灣大地震，震央雖然在高雄美濃，台南卻損失最嚴重，因為台南多沖積平原，泥岩風化成黏土層較為鬆軟，因此搖晃程度大、時間久；震央附近縣市最大震度多有5級甚至有6級，但因地質較堅硬，故位在震央的高雄旗山只有1.74秒、甲仙0.04秒。而場址效應讓台南足足搖晃8.16秒，離震央略遠卻比美濃更嚴重。

### 2016年熊本地震
在2016年熊本地震中，位于震中附近的益城町因多河川迹地和冲积形成的扇状地，摇晃的程度增大，导致许多房屋倒塌，人员死伤多集中在河岸等地。

## 水平分層理論分析
根據圖1，可以進行以下的理論分析：地震波兩個介質沉積層({\displaystyle i=1})與底下底盤({\displaystyle i=2})間不斷反射與折射，假設每個地層是均勻的，彈性係數、密度不變，可以導出兩個地層間的幅频關係{\displaystyle {\bar {T}}(\omega )}。
{\displaystyle {\bar {T}}(\omega )={\frac {2A_{1}}{2A_{2}}}={\frac {1}{\cos k_{z_{1}}h+i{\bar {\chi }}\sin k_{z_{1}}h}}}
其中 {\displaystyle k_{z_{1}}={\frac {\omega \theta _{i}}{V_{S_{i}}}}}  ;   {\displaystyle {\bar {\chi }}={\sqrt {\frac {\mu _{1}\rho _{1}}{\mu _{2}\rho _{2}}}}{\frac {\cos \theta _{1}}{\cos \theta _{2}}}} :
- {\displaystyle \omega } ，地震波角頻率，
- {\displaystyle h} 地層厚度，
- {\displaystyle \theta _{i}} 地層{\displaystyle i}的反射角，
- {\displaystyle \rho _{i}} 地層{\displaystyle i}的密度，
- {\displaystyle \mu _{i}} 地層{\displaystyle i}的剪切模量，
- {\displaystyle k_{z_{1}}} 地層1波數的垂直分量，
- {\displaystyle V_{S_{i}}={\sqrt {\frac {\mu _{i}}{\rho _{i}}}}} s波波速。

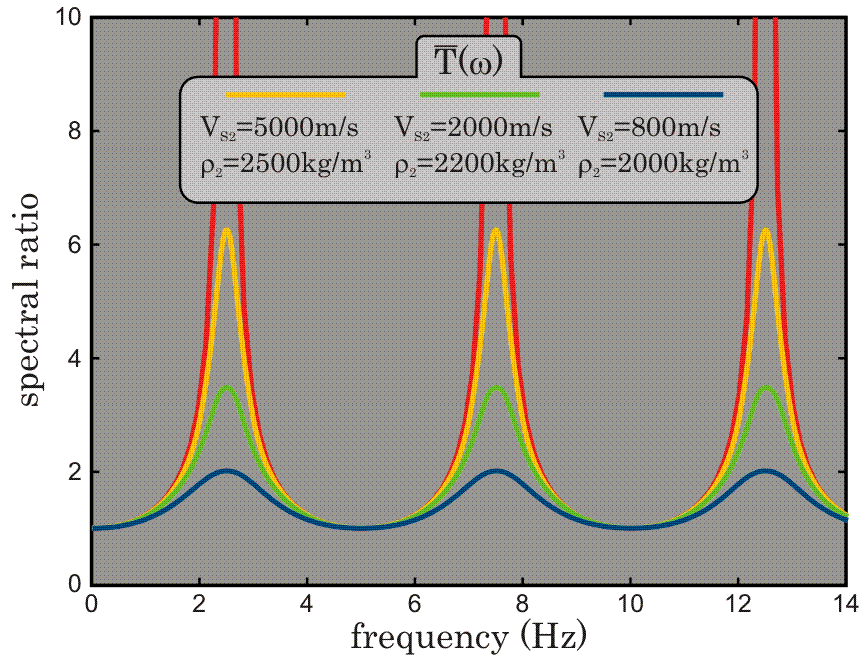
圖. 3: 沉積層的場址效應: 不同基岩的幅频關係

圖3顯示了不同基岩的幅频關係{\displaystyle {\bar {T}}}，其中沉積層地震波速為{\displaystyle V_{S_{1}}=200~m/s}。其中當頻率為{\displaystyle f_{0}={\frac {V_{S_{1}}}{4h}}}的整數倍時會發生極大值，此頻率為共振頻率。而放大水平則根據速度與{\displaystyle {\bar {\chi }}}的對比：
- {\displaystyle |{\bar {T}}_{max}|=2} ， {\displaystyle V_{S_{2}}=800~m/s} (藍色曲線),
- {\displaystyle |{\bar {T}}_{max}|\simeq 3.5} ， {\displaystyle V_{S_{2}}=2000~m/s} (綠色曲線),
- {\displaystyle |{\bar {T}}_{max}|\simeq 6} ， {\displaystyle V_{S_{2}}=5000~m/s} (黃色曲線).
- 紅色曲線的對比度{\displaystyle {\bar {\chi }}\gg 1}，因此會產生極大的放大倍率。

當沉積層不是水平時分析較為複雜（例如沉積盆地），因為須考慮到邊緣的異質性（例如盆邊緣）。此時須把它簡化成簡單的幾何形狀進行研究或利用數值模擬。

## 盆地的場址效應

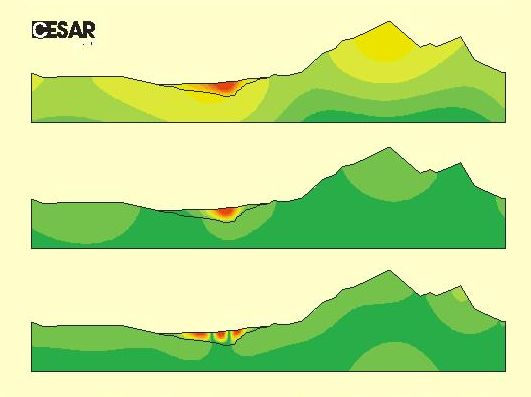
圖.4: 卡拉卡斯的盆地效應

在盆地的地形下，因場址效應，盆地邊緣會產生表面波，地震的震度會較大，並因幾何形狀的因素，增加幅度比水平時大5至10倍。此現象稱為「盆地效應」。
1980年代，科學家成功地完成場址效應在峽谷與半圓形盆地的理論分析。而根據最新的研究，已經完成橢圓形盆地的數值模擬分析。
圖.4顯示了委內瑞拉首都卡拉卡斯的盆地效應。利用邊界元法求出在指定頻率{\displaystyle f_{0}}下，s波的平面波({\displaystyle SH}波)的放大倍數{\displaystyle A_{0}}。
- 最上層的圖：{\displaystyle f_{0}=0.3Hz~;~A_{0}=2.53}
- 中間的圖：{\displaystyle f_{0}=0.4Hz~;~A_{0}=8.83}

- 最底層的圖：{\displaystyle f_{0}=0.6Hz~;~A_{0}=7.11}